# Peter Texier
Peter Texier, właściwie Joseph Peter (Pierre) Texier (ur. 23 marca 1738 w Hamburgu, zm. 30 marca 1818 tamże) – niemiecki dyplomata na służbie Holandii, Anglii i Danii.

## Życiorys
Jego rodzicami byli Bernhard i Louise Texier. Uczęszczał do szkoły w Celle. Wstąpił do holenderskiej służby zagranicznej, w której pełnił funkcję sekretarza poselstwa Holandii w Hamburgu (1754–1756), a następnie sekretarza w Lizbonie (1756–1758), Kopenhadze (1758) oraz I sekretarza w Hamburgu (1760–1762). W 1763 wstąpił na służbę kupca i finansisty, barona Heinricha Carla von Schimmelmann, doradcy króla Danii i attache Danii w Hamburgu. Texier piastował funkcję attache Anglii w Kopenhadze (do 1768). Towarzyszył królowi Danii Christianowi VII w podróży zagranicznej po państwach niemieckich, Holandii, Anglii i Francji (1768–1769), otrzymał tytuł posła (1769), nadzorował Królewski Teatr Narodowy w Kopenhadze (1769-), był jego inspektorem oraz zajmował się całą sferą kultury na dworze królewskim (Gabinetem Sztuki, balami, paradami, kapelami, koncertami, zabawami) (1771–1773), został generalnym audytorem Królewskiej Loterii (kongl. Lotteri) w Altonie (1774) i jej pierwszym zarządzającym (1775), rezydentem i konsulem Danii w Gdańsku (1777–1779), oraz pierwszym dyrektorem Królewskiej... Kompanii Kanału (königl. dänischen, norwegishen, schleswigschen und holsteinischen Handels und – Kanalkompanie) w Altonie (1782-). Poszukiwał inwestorów w Danii i Holandii. Objął posadę dyrektora Królewskiego Instytutu Rybołówstwa i Handlu (königl. Fischerei- und Handels-Institut, Fiskeri- og Handelsinstitut) w Altonie (do 1815). W tymże roku przeszedł też na emeryturę.